# Ana Ariel
Ana Ariel (São Paulo, 18 de maio de 1930 — Rio de Janeiro, 20 de fevereiro de 2004) foi uma atriz brasileira.

## Biografia
Filha do palhaço Piolin, prima do ator Ankito, foi casada com o ator José Miziara. Morreu em 20 de fevereiro de 2004, aos 73 anos, de causa não divulgada.
Foi presença em inúmeras novelas importantes da Rede Globo nas décadas de 1970 e 1980 como Selva de Pedra, O Bem Amado, Gabriela, Saramandaia, Cabocla, Elas por Elas, Amor com Amor Se Paga e Sassaricando.

## Filmografia

### Televisão
| Ano       | Título                    | Personagem           |                                   |
| --------- | ------------------------- | -------------------- | --------------------------------- |
| 2000      | Laços de Família          | Doriana              |                                   |
| 1998      | Pecado Capital            | Creusa               |                                   |
| 1988      | Vale Tudo                 | Comadre de Ruth      |                                   |
| 1987      | Sassaricando              | Dona Josefa          |                                   |
| 1987      | Hipertensão               | Conceição            |                                   |
| 1985      | De Quina pra Lua          | Odila                |                                   |
| 1984      | Amor com Amor Se Paga     | Leonor               |                                   |
| 1984      | Caso Verdade              | Olga                 | Episódio: "Renúncia"              |
| 1983      | Voltei pra Você           | Nena                 |                                   |
| 1983      | Mário Fofoca              | Raquel Cury          |                                   |
| 1982      | Elas por Elas             | Raquel Cury          |                                   |
| 1980      | As Três Marias            | Luiza                |                                   |
| 1980      | Chega Mais                | Zoraide              |                                   |
| 1979      | Cabocla                   | Bina                 |                                   |
| 1979      | Memórias de Amor          | Bernarda             |                                   |
| 1979      | Pai Herói                 | Dona Lurdes          |                                   |
| 1979      | Carga Pesada              | Zica                 | Episódio: "Adeus, Dequinha"       |
| 1978      | Sinal de Alerta           | Constança            |                                   |
| 1978      | Maria, Maria              | Rosária              |                                   |
| 1977      | Nina                      | Haydée               |                                   |
| 1977      | Caso Especial             | Clarita              | Episódio: "Férias sem Volta"      |
| 1976      | Duas Vidas                | Madame Xavier        |                                   |
| 1976      | Saramandaia               | Dona Santinha Rosado |                                   |
| 1975      | A Moreninha               | Lalá                 |                                   |
| 1975      | Gabriela                  | Idalina Tavares      |                                   |
| 1974      | Caso Especial             | Eulália              | Episódio: "O Crime do Zé Bigorna" |
| 1973      | O Semideus                | Clara                |                                   |
| 1973      | O Bem-Amado               | Zora Paraguaçu       |                                   |
| 1972      | Selva de Pedra            | Berenice             |                                   |
| 1971      | O Homem que Deve Morrer   | Rita                 |                                   |
| 1970      | Irmãos Coragem            | Domingas             |                                   |
| 1970      | Verão Vermelho            | Rosa                 |                                   |
| 1969      | Véu de Noiva              | Rita                 |                                   |
| 1969      | Rosa Rebelde              | —                    |                                   |
| 1968      | Sangue e Areia            | Esmeralda            |                                   |
| 1968      | Passo dos Ventos          | Claudette Leloux     |                                   |
| 1967      | A Rainha Louca            | Joaquina             |                                   |
| 1966      | A Noiva do Passado        | —                    |                                   |
| 1965      | O Porto dos Sete Destinos | Dona Fernanda        |                                   |
| 1963      | Noites Cariocas           | —                    |                                   |
| 1959-1960 | Teledrama                 | Vários personagens   |                                   |
| 1950-1958 | Circo Bombril             | —                    |                                   |

### Cinema
| Ano  | Título                          | Personagem  |
| ---- | ------------------------------- | ----------- |
| 1982 | As Aventuras de Mário Fofoca    | Raquel Cury |
| 1969 | Pedro Diabo Ama Rosa Meia Noite | [ 3 ]       |

## Teatro[4]
- 1974 - Constantina
- 1971 - Os Últimos
- 1968 - Agonia do Rei
- 1965/1966 - As Inocentes do Leblon